# Heinrich Friedrich Höffler
Heinrich Friedrich Höffler (Frankfurt, 1793. március 29. — Frankfurt, 1844.) német festő.

## Életpályája

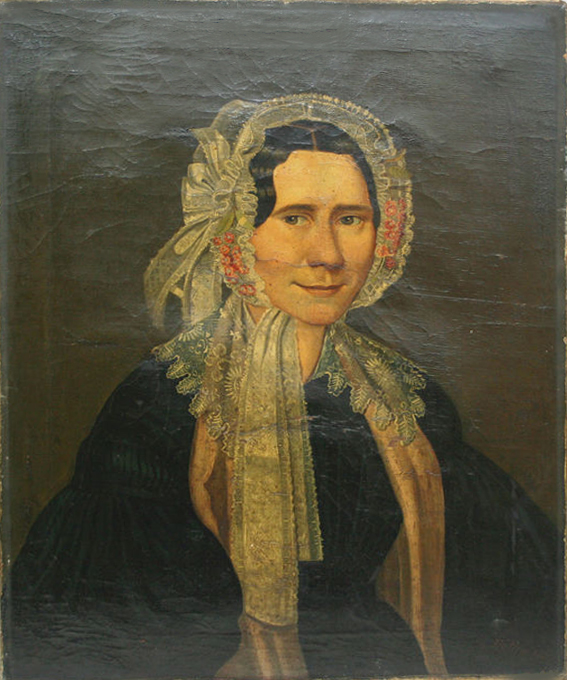
Johana Dorethea Ohnesorge portréja (1830)

Höffler képzőművészeti tanulmányait 1817 előtt Johann Andreas Benjamin Reges frankfurti rajzintézetében végezte. 1817 és 1822 között Párizsban képezte magát Antoine-Jean Grosnál, majd pedig az École des Beaux-Arts, valamint a Städel Művészeti Intézet ösztöndíjasa volt. Ezt követően visszatért Frankfurtba, ahol elsősorban portréfestőként és vallási témájú képek festőjeként tevékenykedett. 1822-ben tanulmányútra indult a Rajna mentén és Svájcba. 1827-ben, két tanulmányfejjel és egy olaj technikával készült férfiportréval  részt vett a frankfurti helyi művészek egyik kiállításán. 1834 körül megalapította saját festészeti és rajziskoláját, amelyet feltehetően 1838-ig vezetett. Itt tanultak nála, az ekkor még gyermekkorú Adolf Johann Hoeffler (1825–1898) és Christine Hoeffler (1827-1878) is.